# Laguna Mendoza
Laguna Mendoza är en sjö i Guatemala.   Den ligger i departementet Petén, i den norra delen av landet, 250 km norr om huvudstaden Guatemala City. Laguna Mendoza ligger 177 meter över havet. Arean är 1,9 kvadratkilometer. Omgivningarna runt Laguna Mendoza är en mosaik av jordbruksmark och naturlig växtlighet. Den sträcker sig 3,1 kilometer i nord-sydlig riktning, och 2,0 kilometer i öst-västlig riktning.